# Sigmund Freud
Sigmund Freud, født Sigismund Schlomo Freud, (født 6. maj 1856, død 23. september 1939) var en østrigsk læge, neurolog og psykiater. Han grundlagde psykoanalysen, en psykologisk teori om personlighedsdannelsen og en tilhørende metode til behandling af psykiske lidelser gennem en dialog mellem psykoanalytiker og patient. Han formaliserede psykoterapien og gav den et teoretisk grundlag, og han spillede dermed en vigtig rolle i udviklingen af den.
Freud var den første, der systematisk brugte begrebet ”det ubevidste” i psykologien. Det er en af Freuds historiske bedrifter, at han har gjort det ubevidstes rolle for menneskelig tanke og handling almindeligt kendt. Hans skelnen mellem det bevidste og det ubevidste er grundlæggende i psykoanalysen.
Han er kendt for sin personlighedsmodel, hvorefter menneskets psyke er delt op i tre dele: ”det”, ”jeg” og ”overjeg”. Ved det’et forstod han instinkterne og drifterne. Centralt er her seksualdriften, som ifølge Freud forklarer mange af menneskets handlinger. I det’et hersker lystprincippet: Det’et søger øjeblikkelig lyst og tilfredsstillelse. Overjeget er den kritiske og moraliserende del af personligheden, mens jeget er centrum i personligheden - den instans der forsøger at tilgodese både det’et og overjeget.
Freud er historisk set den mest indflydelsesrige psykolog, der har levet. Især i 1900-tallet har han haft en stor indflydelse på psykologien. Han har også haft indflydelse inden for litteratur og filosofi. Med tiden er hans indflydelse dog blevet mindre blandt akademiske psykologer. Mange af disse fremhæver, at hans teorier ikke er tilstrækkeligt empirisk underbygget.

## Liv
Sigmund Freud blev født 6. maj 1856 i Freiberg (nu Příbor, Tjekkiet) i Kejserriget Østrig. Hans forældre var Jakob Freud (1815-1896), en uldhandler, og Amalia Nathanson Freud (1835-1930). Han levede 78 år af sit liv i Wien – fra 1860 til 1938. I 1865 kom han som niårig ind i Leopoldstädter Kommunal-Realgymnasium, et fremtrædende gymnasium i Wien. Her viste han sig at være en fremragende elev og tog eksamen med udmærkelse i 1873. Han elskede litteratur og var dygtig til tysk, fransk, italiensk, spansk, engelsk, hebraisk, latin og græsk.
Han kom ind på universitetet i Wien i en alder af 17 år. Han havde planlagt at studere jura, men skiftede til det medicinske fakultet, hvor hans studier omfattede filosofi under Franz Brentano, fysiologi under Ernst Brücke og zoologi under den darwinistiske professor Carl Claus. Han tog sin medicinske eksamen i 1881.
I 1882 begyndte Freud sin medicinske karriere på Wiens Almene Sygehus (tysk: Allgemeines Krankenhaus der Stadt Wien). Hans arbejde med afasi dannede grundlag for hans første bog Om afasi. Et kritisk studium (1891). Over en treårig periode arbejdede han i forskellige afdelinger på hospitalet.
I 1886 fratrådte han sin hospitalsstilling og fik en privat praksis med speciale i "nervøse lidelser". Samme år giftede han sig med Martha Bernays (1861-1951), der ligesom Freud selv var etnisk jøde. De fik seks børn: Mathilde (f. 1887), Jean-Martin (f. 1889), Oliver (f. 1891), Ernst (f. 1892), Sophie (f. 1893) og Anna (f. 1895). Fra 1891 til 1938 boede familien i Berggasse 19 i Wien, hvor Freud også havde sin praksis.
Freud var optaget af hypnose, med Jean-Martin Charcot som en vigtig inspirationskilde. I fortsættelse heraf begyndte han at arbejde med analyse af psyken. De skuffende resultater af hans tidlige kliniske arbejde fik ham dog til at opgive hypnosen. Han mente nu, at en mere effektiv symptomlindring kunne opnås ved at tilskynde patienten til at tale frit, uden hæmninger, om de ideer og minder, der opstod for vedkommende. Denne fremgangsmåde kaldte han frie associationer.
I sin praksis i Berggasse udførte han samtaleterapi med neurotiske patienter og studerede deres drømme og barndomserindringer. Efterhånden udviklede han en teori om psykens udformning og virkemåde. I 1896 begyndte han at bruge betegnelsen "psykoanalyse" om sin nye metode til at behandle psykiske lidelser på, samt om den teori som metoden var baseret på. I begyndelsen mødte psykoanalysen dog stærk modstand i akademiske kredse.
I 1900 udkom hans skelsættende værk Drømmetydning. Her gav han, efter en kritisk gennemgang af de eksisterende teorier på området, detaljerede fortolkninger af sine egne og sine patienters drømme.
I 1902 blev han "professor extraordinarius". Der var ikke nogen løn eller undervisningsopgaver knyttet til stillingen. Men titlen var vigtig for Freud i kraft af den anerkendelse og prestige, den gav. I 1920 fik han den forbedrede status som "professor ordinarius".
I 1906 begyndte han en korrespondance med Carl Gustav Jung, en schweizisk psykiater, som på dette tidspunkt var tilhænger af ham og hans synspunkter. I februar 1907 rejste Jung til Wien for at besøge ham. De talte sammen i 13 timer i træk. Jung var imponeret over Freuds usædvanlige intelligens og skarpsindighed. Men han kunne ikke give ham ret i hans tanke om seksualitetens gennemgribende betydning for personlighedsdannelsen.
Forskellene mellem de to blev stadig større. I slutningen af 1912 kom det til et brud, efter at Jung havde udgivet sin bog Transformationer og symboler på libido. I bogen kritiserede han Freuds begreb om libido (psykisk energi), "som gik ud fra den primære betydning af sexlysten, der stammer fra det respektive individs barndom", mens Jung var af den opfattelse, "at definitionen af libido skal udvides, at begrebet skal udstrækkes til, at universelle adfærdsmønstre, som er fælles for mange forskellige kulturer i forskellige historiske perioder, også vil være dækket af det." 
Freud erklærede derefter, at han ikke kunne betragte Jungs arbejde og udsagn som en legitim fortsættelse af hans psykoanalyse. I januar 1913 opsagde han skriftligt venskabet.
I efteråret 1902 grundlagde Freud ”onsdagsgruppen”. Han inviterede en række wienske læger, der havde udtrykt interesse for hans arbejde, til at mødes i hans lejlighed i Berggasse 19 hver onsdag eftermiddag for at diskutere spørgsmål vedrørende psykologi og neuropatologi. Gruppen markerede begyndelsen på den verdensomspændende psykoanalytiske bevægelse.
En af mødedeltagerne var lægen Alfred Adler (1870-1937). Han udviklede dog efterhånden en selvstændig lære, der afveg fra Freuds psykoanalyse. Adler så ikke mennesket som bestemt af drifter, men som et frit væsen, der skal løse de opgaver, som livet stiller ham. Hans synspunkter førte til et brud med Freud i 1911. Han grundlagde derefter sin egen dybdepsykologiske retning: individuel psykologi.
Freud besøgte USA i september 1909, ledsaget af Jung og den ungarske psykiater Sándor Ferenczi. Han var inviteret af Stanley Hall, præsidenten for Clark Universitet i Massachusetts. På universitetet holdt han fem forelæsninger om psykoanalyse. I forbindelse hermed blev han tildelt en æresdoktorgrad ved et særligt arrangement, som tiltrak sig stor medieinteresse. Begivenheden markerede den første offentlige anerkendelse af hans arbejde.
I det hele taget begyndte stemningen nu at vende. Hvor han tidligere havde mødt stærk modstand, især i akademiske kredse, på grund af sine kontroversielle ideer om seksualiteten, begyndte han nu at blive anerkendt i brede kredse, omend hans teorier stadig var kontroversielle. Efter 1. verdenskrig var hans navn blevet kendt af millioner af mennesker verden over. Psykoanalyse var nu blevet den store mode, og dens indflydelse mærkedes på flere områder, blandt andet litteratur, billedkunst og pædagogik.
Freud var meget aktiv i disse år. Han skrev bøger, holdt foredrag og deltog i internationale kongresser, samtidig med at han havde patienter i sin klinik. Men fra begyndelsen af 1920-erne blev han mindre udadvendt. Berlin-kongressen i 1922 var den sidste, han deltog i. Han havde fået kræft i kæben og måtte gennemgå en række operationer og gå med protese. Hans tale var blevet alvorligt svækket. Han holdt sig dog ajour med udviklingen gennem en regelmæssig korrespondance med sine tilhængere.
I januar 1933 kom nazisterne til magten i Tyskland, og Freuds bøger var nogle af de første, de brændte. Begrundelsen var, at bøgerne overdrev de ubeviste impulser og indeholdt destruktive analyser af det menneskelige sind. Freud bemærkede i den forbindelse: "Hvilke fremskridt vi gør. I middelalderen ville de have brændt mig. Nu nøjes de med at brænde mine bøger." 
Freud, der var etnisk jøde, undervurderede den voksende nazistiske trussel. Han var besluttet på at blive i Wien, selv efter den 13. marts 1938, hvor Tyskland annekterede Østrig (ved Anschluss), og hvor det kom til en voldsom forfølgelse af jøderne. Ernest Jones, den daværende præsident for International Psychoanalytical Association, fløj fra London til Wien den 15. marts, fast besluttet på at få ham til at skifte mening og søge eksil i Storbritannien. Det lykkedes, ikke mindst oven på Freuds chok over Gestapos arrestation og forhør af datteren Anna Freud den 22. marts.
Familiens rejse fra Wien skete i etaper i løbet af april, maj og juni 1938. Freuds barnebarn, Ernst Halberstadt, og Freuds søn Martins kone og børn rejste til Paris i april. Freuds svigerinde, Minna Bernays, rejste til London den 5. maj, Martin Freud den følgende uge, og Freuds datter Mathilde og hendes mand Robert Hollitscher den 24. maj. Endelig rejste Freud selv, hans kone Martha og datteren Anna den 4. juni, ledsaget af deres husholderske og en læge. De ankom til Paris den følgende dag. Derefter rejste de videre, og den 6. juni ankom de til Victoria Station i London.
I Freuds nye hjem i London arbejdede han på sine sidste to bøger Grundrids af psykoanalysen og Manden Moses og den monoteistiske religion. Hans wienske konsultationsrum blev genskabt i detaljer. Han fortsatte med at modtage patienter indtil de sidste stadier af sin sygdom.
I midten af september 1939 voldte kræften i kæben ham stadig mere alvorlige smerter. Han henvendte sig til sin læge, ven og medflygtning, Max Schur, og bad ham om at ”gøre en ende på det”: ”Nu er det ikke andet end tortur og giver ingen mening.” Schur gav ham i de følgende dage nogle doser morfin. Omkring kl. 3 den 23. september døde Freud.
Tre dage efter hans død blev hans lig kremeret på Golders Green Crematorium i det nordlige London. Ernest Jones og den østrigske forfatter Stefan Zweig holdt begravelsestaler.

## Psykologi

### Drømmetydning
I 1900 udkom Freuds banebrydende bog Drømmetydning. Han fremsatte her en teori om, at drømme er en tilfredsstillelse af undertrykte ønsker og er bestemt af barndommens oplevelser. Den systematiske tydning eller ”afkodning” af ens drømme hjælper en til at lære sig selv bedre at kende og er en forudsætning for en vellykket psykoterapi.
”Drømme er kongevejen til det ubevidste,” sagde Freud i bogen. Drømmene er efter hans opfattelse dannet som følge af to mentale processer. Den ene er ønskeopfyldelsesprocessen. I drømmene optræder der ubevidste kræfter, der formidler ønsker, og ønskerne udtrykkes i drømmen. Efter Freuds opfattelse er alle drømme former for ønskeopfyldelse. Uacceptable ønsker, som regelmæssigt er forbundet med infantile ønsker, stræber efter opfyldelse. Drømmenes dybeste indhold kommer fra det ubevidste - det vil sige instinktive behov såsom behovet for ernæring og behovet for sex. Gennem drømmene gør impulserne fra det ubevidste opmærksom på sig selv. Kernen i disse impulser er fortrængte ønsker.
Den anden proces er censurprocessen. Den forvrænger drømmens oprindelige udtryk og hæmmer det i at nå den bevidste del af psyken. Freud beskrev netop den afgørende fortrængningsmekanisme som censur. Derved bliver budskabet i en drøm vanskelig at forstå. Det er ubehageligt for drømmeren at se ønskerne direkte i øjnene. Derfor sørger psyken for, at drømmene præsenteres de i en forvrænget og censureret form.
I drømmene er indholdet af det ubevidste, som altid handler om behov for sex, mad, osv., blandet med indtryk fra de foregående dage (”dagsresterne”). Det hele bliver ”fortættet” til primitive eller meget komplekse "filmiske" sekvenser. Naturlove som tyngdekraften er lejlighedsvist afskaffet. Betydningen af en drøm kan således kun findes via en fortolkning.
Freud skelnede mellem en drøms manifeste indhold og dens latente indhold. Det manifeste indhold er den handling, de personer og de ting, der umiddelbart viser sig i drømmen. Det latente indhold er den underliggende betydning af drømmen. Handlingen, personerne og tingene i drømmen er symboler på noget dybere. For eksempel kan et kranium være et symbol på, at man ønsker en person død.
Symbolerne er normalt uforståelige for drømmeren. De kan kun forstås gennem et analytisk arbejde. Det analytiske arbejde består blandt andet i frie associationer. Drømmeren bliver bedt om at få spontane, ukritiske ideer angående symbolerne i drømmen. Ved hjælp af associationerne kan det latente budskab findes frem.

### Seksualitet
Freud mente, at seksualiteten er en af de mest grundlæggende kræfter i mennesket. Hans begreb om seksualitet er bredt og omfatter mange aktiviteter, der ikke har noget at gøre med kønsorganerne, f.eks. spisning og den tilhørende lystfølelse. 
Seksualiteten har betydning gennem hele menneskelivet. Den menneskelige seksualitet er virksom allerede fra fødslen. Allerede det nyfødte barn har seksuelle følelser og impulser. Det lille barn har f.eks. en lyst til at blotte sin krop med en særlig fremhævelse af kønsdelene. Men efter en blomstringsfase i tre-fem årsalderen bliver seksualiteten undertrykt af forældrene. Først i puberteten vågner den igen.
Den seksuelle udvikling forløber i faser. Hver fase er kendetegnet ved, at en bestemt erogen zone er fremherskende som ”lystcentrum.” Men egentlig er hele kroppen en erogen zone. Freud nævner fem faser:
- Den orale fase (af lat. os, oris: mund) er det første udtryk for barndommens seksualitet. I denne fase knytter lyst og tilfredsstillelse sig til mund, læber og tunge. Der opnås en lystfølelse ved at sutte, suge, bide og putte ting i munden.[21] Fasen forløber i alderen 0-2 år. Den repræsenterer det mest primitive stadium af den psykoseksuelle udvikling.

- Den anale fase (af lat. anus, endetarmsåbning), som forløber i alderen 2-4 år. Her knytter lyst og tilfredsstillelse sig til at udskille ekskrementer (afføring) ud af endetarmsåbningen. Barnet udnytter zonens erogene irritabilitet til at opnå en lystfølelse.[22]

- Den ødipale fase, som forløber i alderen 4-6 år. Her knytter lyst og tilfredsstillelse sig til at røre ved sin egen krop og ved at stimulere penis eller klitoris.[23] I denne fase opstår der som regel et begær efter forælderen af det modsatte køn. Drengen begærer moderen, mens pigen begærer faderen. Derfor ønsker de den anden forælder af vejen. Fra dette ønske opstår den konflikt, som Freud kaldte "Ødipuskonflikten": Drengen ser faderen som en konkurrent, men samtidig elsker han ham også. Den ødipale fase er opkaldt efter det antikke græske sagn om Ødipus. Her kommer Ødipus, uden at vide det, til at dræbe sin far og gifte sig med sin mor.

- Latensperioden (af lat. ”latere” skjule sig), som forløber fra ca. 6 år til puberteten. Tilfredsstillelse sker her gennem erhvervelse af færdigheder og gennem udforskning af omverdenen. Barnet bliver i stand til at give afkald på glædestilfredsstillelse og at udsætte den til et senere tidspunkt. Det bliver også i stand til at omsætte den seksuelle energi til en ”højere” energi, f.eks. i form af interesse for noget fagligt (sublimering).

- Den genitale fase (genital: som har at gøre med kønsorganerne), som er den sidste fase i den seksuelle udvikling. Den indtræder med puberteten. Kønsorganerne bliver nu ”lystcentrum”.[24] Her vågner seksualiteten til fornyet styrke, idet den bliver påvirket af kønshormonerne. Samtidig bliver seksualiteten vendt mod en person af det andet køn uden for den nære familie. Denne udvikling kulminerer (normalt) i en seksuel forening, før eller senere. Seksualiteten får dermed en ny funktion, nemlig reproduktion. Den tjener ikke længere kun lysttilfredsstillelsen. Seksualiteten træder i tjeneste for mellemmenneskelig interaktion og kommunikation.

Den genitale fase varer fra puberteten op gennem hele voksenlivet, eller indtil seniliteten begynder. Som voksen sker det dog af og til, at seksuelle forestillinger fortrænges, fordi de ikke anses for at være acceptable, for eksempel i et religiøst miljø. Her opstiller Freud dog den lovmæssighed, at jo mere seksuelle forestillinger trænges ned i det ubevidste, des voldsommere vender de siden tilbage i form af neuroser og andre sygdomme.

### Det, jeg og overjeg
Freud mente, at den menneskelige psyke kan opdeles i tre dele: 1) det (lat. id), 2) jeg (lat. ego) og overjeg (lat. superego). Han diskuterede denne personlighedsmodel i Hinsides lystprincippet (1920) og uddybede den i Jeget og det ubevidste (1923).

#### Det
Detet er den helt ubevidste, impulsive, primitive del af psyken. Det indeholder de grundlæggende kropslige ønsker, impulser og drifter, især aggression (dødsdrift) og seksuel lyst. Det virker i overensstemmelse med lystprincippet: Det stræber efter en øjeblikkelig tilfredsstillelse af drifterne og impulserne.
Freud sagde om detet:
”Det er den mørke, utilgængelige del af vores personlighed … og det meste af det er af negativ karakter og kan kun beskrives som en kontrast til jeget. Vi nærmer os detet med analogier: Vi kalder det et kaos, en gryde fuld af sydende ophidselser. … Det er fyldt med energi, der når det fra instinkterne, men det har ingen organisation, producerer ingen kollektiv vilje, men kun en stræben efter at tilvejebringe tilfredsstillelsen af de instinktive behov, underlagt overholdelsen af lystprincippet.” 
Udviklingsmæssigt går detet forud for jeget. Psyken er ved fødslen udelukkende detet. Senere udvikler der sig et jeg. Derfor ”fylder” det mest i psyken (jf. figuren).
Detet indeholder alt det, der er arvet, alt hvad der er til stede ved fødslen. Det nyfødte barn er fuldstændig styret af detet, af instinktive drifter og impulser, der har brug for øjeblikkelig tilfredsstillelse. Detet kender ingen værdidomme, intet godt og ondt, ingen moral. Det kender kun instinkter og drifter, der søger deres tilfredsstillelse.
Ved siden af livsdrifterne – seksualdriften, selvopholdelsesdriften, osv. – er der også dødsdrifterne. Freud antog, at der fandtes to grunddrifter i detet: livsdriften (Eros) og dødsdriften eller ødelæggelsesdriften (Thanantos). Det var først omkring 1920 (i Hinsides lystprincippet), at Freud formulerede ideen om en dødsdrift, ikke mindst på baggrund af erfaringerne fra 1. Verdenskrig. Dødsdriften udtrykker sig som en drift mod ødelæggelse gennem aggression rettet mod den ydre verden og mod andre organismer.

#### Jeg
Jeget er den centrale del af personligheden. Hvor detet søger nydelse og tilfredsstillelse, handler jeget i overensstemmelse med realitetsprincippet. Det vil sige: Jeget søger at tilfredsstille detets drifter på realistiske måder, på måder der i det lange løb vil give jeget en fordel snarere end en ulempe. Realitetsprincippet gør individet i stand til at udsætte umiddelbare behov og fungere i den virkelige verden, eksempelvis ved at modsætte sig trangen til at tage (stjæle) andre menneskers ejendele, men i stedet købe dem.
Det er dog vanskeligt at styre detet, for det indeholder flere kræfter end jeget. I sit forhold til detet er jeget som en rytter, der sidder på en hest, og som skal holde hestens overlegne styrke i skak.
Jeget har funktioner som bedømmelse, realitetskontrol, organisering, planlægning, informationsindsamling og hukommelse. Det hjælper individet med at organisere tankerne og få mening ud af dem. Jeget repræsenterer fornuften, mens detet indeholder lidenskaberne.

#### Overjeg
Overjeget er den del af personligheden, der udgøres af moralen og samvittigheden. Individets moral og samvittighed er ifølge Freud blevet til ud fra samfundets og kulturens normer, som først og fremmest bliver formidlet af forældrene. Individet har så – overvejende ubevidst - indoptaget (internaliseret) disse normer som gældende for det selv.
Overjeget stræber efter det perfekte. Det indeholder individets samvittighed, idealer og åndelige mål. Det kritiserer og hæmmer individets drifter, fantasier, følelser og handlinger. Det straffer individet med dårlig samvittighed, hvis det har opført sig i modstrid med overjegets idealer - for eksempel ved at have en udenomsægteskabelig affære. Overjeget er den indre kritiker – en ”psykostrisser”.
Overjeget arbejder således imod detet. Overjeget stræber efter at handle på en socialt acceptabel måde, mens detet ønsker øjeblikkelig selvtilfredsstillelse. Overjeget styrer individets følelse af rigtigt og forkert. Det hjælper individet til at passe ind i samfundet.
Fordi overjeget arbejder imod detet, har jeget sommetider svært ved at forene ønskerne fra de to. Jegets opgave er at finde en passende balance mellem detets primitive drifter og overjegets idealer.

### Religion
Freud mente, at barndommen har en stor indflydelse på voksenlivet. Denne opfattelse træder frem i forbindelse med hans syn på religion. Han betragtede den monoteistiske Gud som en illusion, der oprindelig skyldes barnets følelsesmæssige behov for en stærk, ledende faderfigur i familien, en pater familias. Han mente, at religionen var nødvendig for at begrænse menneskets voldelige natur i civilisationens tidlige stadier. Desuden opfattede han den som en mægler i konflikten mellem livsdriften og dødsdriften, Eros og Thanatos, således som denne konflikt udspiller sig både på det personlige plan og på det samfundsmæssige plan.
I En illusions fremtid (1927) argumenterede han for, at religiøs tro fungerer som en psykologisk trøst. Han mente, at troen på en overnaturlig beskytter fungerer som en stødpude mod menneskets frygt for naturen, ligesom troen på et liv efter døden fungerer som en stødpude mod menneskets frygt for døden. Religionen er et barnligt forsøg på at orientere sig i verden og gøre sig livet tåleligt. Individet opretholder illusionen om Gud, fordi det ikke har mod til at se virkeligheden i øjnene.
Religiøs tro kan således forklares ved dens funktion for individet, ikke ved dens forhold til sandheden. Det er grunden til, at Freud kalder religiøse overbevisninger for illusioner. I moderne tid kan religionen tilsidesættes til fordel for fornuft og videnskab som midler til at afdække sandheden, mente han.

## Arven fra Freud
Freud var en af de mest indflydelsesrige tænkere i 1900-tallet. I den henseende kan han kun sammenlignes med Karl Marx og Charles Darwin. Hans ideer om det ubevidste sjæleliv og om barndommens og seksualitetens betydning for personlighedsdannelsen har vakt genklang i brede kredse. Mange af hans udtryk – ubevidst, fortrængning, projektion, efterrationalisering, overjeg, Ødipuskompleks – har præget den moderne bevidsthed og er næsten blevet en del af dagligsproget.
Han har desuden haft en banebrydende rolle i psykoterapiens udvikling. Selvom hans metode ikke var den første med individuel verbal psykoterapi, kom Freuds psykoanalytiske system til at dominere feltet fra begyndelsen af 1900-tallet og dannede grundlaget for mange senere varianter. Selv om disse senere systemer bygger på forskellige teorier og teknikker, har de alle fulgt Freud på den måde, at de forsøger at opnå en psykisk og adfærdsmæssig forandring hos patienterne ved at få dem til at tale om deres vanskeligheder.
I årenes løb er der blevet stillet stadig flere spørgsmålstegn ved Freuds videnskabelige metode eller manglen deraf. I en undersøgelse af psykoanalyse i USA rapporterede Nathan Hale i 1995 om "faldet i psykoanalyse i psykiatrien" i årene 1965-1985. Fortsættelsen af denne tendens blev bemærket af Alan Stone: "Efterhånden som akademisk psykologi bliver mere ”videnskabelig” og psykiatri mere biologisk, bliver psykoanalysen fejet til side." 
Ikke desto mindre er Freud den tredje mest citerede psykolog i 1900-tallet, ifølge en undersøgelse af psykologiske tekster, offentliggjort i 2002.
Også fra filosofisk side er Freud blevet kritiseret. Den østrigsk-engelske filosof Karl Popper (1902-1994) mente, at alle videnskabelige teorier principielt skal kunne falsificeres (gendrives). Men ikke alle Freuds teorier kan falsificeres, fremhævede han. Popper nævnte f.eks. teorien om Ødipuskomplekset, der går ud på, at drenge i alderen 4-6 år ubevidst ønsker deres far af vejen, fordi de vil have deres eftertragtede mor for sig selv. Den teori kan ikke falsificeres. For hvis drengene siger, at de aldrig har haft et sådant ønske, siger Freud bare, at de har fortrængt Ødipuskomplekset ned i det ubevidste, fordi det er forbundet med en smertefuld skyldfølelse at hade sin far. Teorien er dermed beskyttet mod enhver indvending. Den kan ikke falsificeres.

## Freud i kunsten
Freuds indflydelse ses ikke mindst i litteraturen. Allerede i 1919 skrev den danske forfatter Otto Gelsted digtet Mennesket, der i digterisk form beskriver Freuds personlighedsmodel:
”På en kugleskal i rummet balancerer jeg mellem driftens
altopslugende vanvid og tankens forstenende kulde”.
I 1921 skrev den danske forfatter Tom Kristensen digtet Nat i Berlin, der var inspireret af Freuds tanker om drifterne i detet. Den stærke seksualdrift symboliseres ved heste, der løber i natten i Berlin, mens det fornuftsprægede jeg synes at være afmægtig over for denne drift:
”Min fornuft er som et vindue,
der i blæst slår op og i.
Bare ikke disse heste
evigt jog og jog forbi!”
Surrealismen, en strømning inden for litteratur og malerkunst, var dybt påvirket af Freuds tanker om detet. Retningen var drevet af et ønske om at dykke ned i den ubevidste vildskab og barnlighed, der gemte sig under den fornuftige overflade. De surrealistiske kunstnere længtes efter sindstilstande, hvor det, der ligger dybt i sindet, stiger op til overfladen. De ønskede at få del i de kræfter og værdier, som de mente gemte sig dernede. Den danske forfatter Gustaf Munch-Petersen skildrer det eftertragtede ubevidste i sit surrealistiske digt Det underste land:
”I skulle gå til det underste land - !
O, I skulle se folket fra det underste land,
hvor blodet flyder frit mellem alle –
mænd –
kvinder –
børn –
hvor glæden og fortvivlelsen og elskoven,
tunge og fuldmodne,
stråler i alle farver mod jorden -”
Der er lavet en lang række film om Freud. Et eksempel er En farlig metode (A dangerous method) (2011), der er instrueret af David Cronenberg og baseret på Christopher Hamptons skuespil The talking cure (2002) og delvist på A Most Dangerous Method (1993) af John Kerr. Den handler om forholdet mellem Freud og Jung mellem 1904 og 1913. Den fokuserer endvidere på Sabina Spielrein (1885-1942), en russisk kvinde, der var Jungs patient og student, og som også mødte Freud og havde et kollegialt forhold til ham.

## Værker
- Om afasi. Et kritisk studium. 1891.
- Om den psykiske mekanisme i hysteriske fænomener. 1893.
- Om Coca. 1884.
- Udkast til en psykologi. 1895.
- Studier af hysteri. 1895.
- Til hysteriets ætiologi. 1896.
- En opfyldt drømmeanelse. 1899.
- Drømmetydning. 1900.
- Om drømmen. 1901.
- Angående hverdagslivets psykopatologi. 1904.
- Tre afhandlinger angående seksualteorien. 1905.
- Den ”kulturelle” seksualmoral og den moderne nervøsitet. 1908.
- Om psykoanalyse. 1910.
- En barndomserindring af Leonardo da Vinci. 1910.
- Drømmen som bevismiddel. 1913.
- Eventyrstof i drømme. 1913.
- Totem og Tabu. 1913.
- Angående den psykoanalytiske bevægelses historie. 1914.
- Angående indføring i narcissisme. 1914.
- Noget tidssvarende om krig og død. 1915.
- Sorg og melankoli. 1916.
- Forelæsninger angående indføring i psykoanalysen. 1916–1917.
- Det uhyggelige. 1919.
- Hinsides lystprincippet. 1920
- Massepsykologi og jeganalyse. 1921
- Samling af små skrifter angående neuroselære. 1906–1922.
- Drøm og telepati. 1922.
- Jeget og detet. 1923.
- Selvfremstilling. 1925.
- Spørgsmålet om lægmandsanalyse. 1926.
- Hæmning, symptom og angst. 1926.
- En illusions fremtid. 1927.
- Kulturens byrde. 1930.
- Min berøring med Josef Popper-Lynkeus. 1932.
- Hvorfor krig? 1933.
- Ny følge til forelæsninger angående indføring i psykoanalysen. 1933.
- Den endelige og den uendelige analyse. 1937.
- Psykoanalysen i grundtræk. 1938.
- Manden Moses og den monoteistiske religion. 1939.

### Primærlitteratur
- Sigmund Freud: Afhandlinger om seksualteori. Hans Reitzels Forlag 2019. ISBN 9788741278810
- Sigmund Freud: Die Traumdeutung. (1900). I: ”Gesammelte Werke, Band II/III”, S. Fischer, Frankfurt am Main 1966.
- Sigmund Freud: Drei Abhandlungen zur Sexualtheorie. Frankfurt am Main 2009. ISBN 9783596260447
- Sigmund Freud: Metapsykologi 1 og 2. Hans Reitzels Forlag 2020. ISBN 978-87-412-7634-2
- Sigmund Freud: New Introductory Lectures on Psychoanalysis. 1933. W.W. Norton 1981. ISBN 9780393007435
- Sigmund Freud: On metapsychology. Pingvin 1991. ISBN 9780140138016
- Sigmund Freud: Psykoanalyse - samlede forelæsninger. Hans Reitzels Forlag 2004. ISBN 9788741202136
- Sigmund Freud: Psykoanalysen i grundtræk. Hans Reitzels Forlag 2021. ISBN 9788741276205

### Sekundærlitteratur
- Ole Andkjær Olsen & Simo Køppe: Freuds psykoanalyse. Gyldendal 1984. ISBN 8700032727
- Ole Andkjær Olsen & Simo Køppe: Psykoanalysen efter Freud. Gyldendal 1996. ISBN 87-01-12412-9
- Henrik Jøker Bjerre: "Analysens afslutning: Fra Freud til Lacan." Lamella–Tidsskrift for teoretisk psykoanalyse 1.1 (2016): 31-41.
- Florian Calian: Plato's Psychology of Action and the Origin of Agency. Harmattan 2012. ISBN 978-963-236-587-9
- Henri Ellenberger: The Discovery of the Unconscious: The History and Evolution of Dynamic. Basic Books 1970. ISBN 978-0-465-01673-0 443
- Fokus på Freud. Red. Ole Andkær Olsen, Christian Braad Thomsen og Bente Pedersen. Reitzel 2006. ISBN 978-87-412-0372-0
- Donald H. Ford og Hugh B. Urban: Systemer til psykoterapi. En sammenlignende undersøgelse. John Wiley & Sønner 1965.
- Peter Gay: Freud: A Life for Our Time. 2. Udg. W.W. Norton 2006. ISBN 0393328619
- E.H. Gombridge: Kunstens historie. Gyldendal 1990. ISBN 87-01-08652-9
- Jimmy Zander Hagen: Erkendelse og sandhed. Nordisk Forlag 2000. ISBN 87-00-45118-5
- Nathan G. Hale: The Rise and Crisis of Psychoanalysis in the United States, 1917–1985. Oxford University Press 1995. ISBN 0-19-504637-4
- Calvin S. Hall: Freuds psykologi. En grundbog. The World Publishing Company 1954. Hans Reitzels Forlag 2002. 3. udg. ISBN 87-412-2482-5
- David Hothersall: Psykologiens historie. 4. Udgave. Mcgraw-Hill 2004. ISBN 978-0072849653
- Daniel K. Lapsley: Id, Ego and Superego. I: “Encyclopedia of Human Behavior“. Elsevier Inc. 2012. ISBN 978-0-08-096180-4
- Malcolm Macmillan: Freud Evaluated: The Completed Arc, MIT Press 1997. ISBN 0-262-63171-7
- Søren Gosvig Olesen: Freuds apologi. Multivers 2023
- Michael Palmer: Freud and Jung on Religion. Routledge 1997. ISBN 9781032207131
- Religionen i krise 2. Red. H.C. Wind. Berlingske Forlag 1980. ISBN 87-19-01355-8
- Joseph Schwartz: Cassandras datter: en historie om psykoanalyse. Karnac 2003. ISBN 978-1-85575-939-8
- Ruth Snowden: Teach Yourself Freud. McGraw-Hill 2006. ISBN 978-0-07-147274-6
- Soul on the Couch: Spirituality, Religion and Morality in Contemporary Psychoanalysis. Udg.: Charles Spezzano and Gerald J. Gargiulo. Hillsdale 2003. ISBN 9780881634068